# Limnosipanea palustris
Limnosipanea palustris är en måreväxtart som först beskrevs av Berthold Carl Seemann, och fick sitt nu gällande namn av Joseph Dalton Hooker. Limnosipanea palustris ingår i släktet Limnosipanea och familjen måreväxter. Inga underarter finns listade i Catalogue of Life.